# Рио-Буэно (река)
Рио-Буэно (исп.  Río Bueno ) — река в провинции Ранко области Лос-Риос Чили.

## География
Длина реки составляет 130 км. Площадь бассейна — 15297 км².
Река берёт начало в западной части озера Ранко на высоте 150 метров. Течёт в общем западном направлении, впадает в Тихий океан в районе мыса Эскалера. В нижнем течении река служит границей между провинцией Ранко области Лос-Риос и провинцией Осорно области Лос-Лагос.
Крупнейшие притоки — река Рауэ, берущая начало в озере Рупанко, и река Пильмайкен, приносящая в Рио-Буэно воды озера Пуеуэ.
В среднем течении реки, на её южном берегу, расположен одноимённый город, недалеко от реки находится и Ла-Уньон, административный центр провинции Ранко.